# شعار قبرص
شعار جمهورية قبرص يصور حمامة وهي تحمل غصن الزيتون (وهي رمز للسلام) على 1960 وهو عام استقلال الجزيرة عن الحكم البريطاني. الخلفية عبارة عن درع يرمز إلى معدن النحاس. ويرمز إكليلي الزيتون الملتفة حول الدرع إلى السلام والمجموعتين العرقيتين في قبرص، اليونانيين والأتراك.

## الأعلام التاريخية

شعار مملكة قبرص 1194–1268بيت لوزينيان
الشعار 1268-1393: مملكة بيت المقدس (الربعان الأول والرابع) وقبرص (الربعان الثاني والثالث)
الشعار 1393-1473: مملكة القدس (الربع الأول) ومملكة قبرص (الربعان الثاني والرابع) ومملكة أرمينيا الصغرى (الربع الثالث)
شعار قبرص البندقية (1555)
استخدم المسؤولون الاستعماريون البريطانيون هذا الشعار بشكل شبه رسمي (1881–1905)
استخدم المسؤولون الاستعماريون البريطانيون هذا الشعار بشكل شبه رسمي (1905–1960)
شعار جمهورية قبرص (1960-2006)